# Софіївська сільська рада (Первомайський район)
Софі́ївська сільська́ ра́да — орган місцевого самоврядування в Первомайському районі Миколаївської області. Адміністративний центр — село Софіївка.

## Загальні відомості
- Населення ради: 2 431 особа (станом на 2001 рік)

## Населені пункти
Сільській раді підпорядковані населені пункти:
- с. Софіївка
- с-ще Бандурка
- с. Богословка

## Склад ради
Рада складається з 14 депутатів та голови.
- Голова ради: Телятник Надія Євгенівна
- Секретар ради: Павлова Тамара Іванівна

### Керівний склад попередніх скликань
| Прізвище, ім'я, по батькові | Основні відомості                                                         | Дата обрання | Дата звільнення |
| --------------------------- | ------------------------------------------------------------------------- | ------------ | --------------- |
| Бебик Сергій Петрович       | Сільський голова, 1975 року народження, безпартійний                      | 26.03.2006   | 05.01.2010      |
| Телятник Надія Євгенівна    | Сільський голова, 1979 року народження, освіта вища, позапартійна         | 20.06.2010   | 31.10.2010      |
| Телятник Надія Євгенівна    | Сільський голова, 1979 року народження, освіта вища, член Партії регіонів | 31.10.2010   |                 |

Примітка: таблиця складена за даними сайту Верховної Ради України

### Депутати
За результатами місцевих виборів 2010 року депутатами ради стали:

#### За суб'єктами висування
| Суб'єкт висування           | Кількість обраних депутатів | %    |
| --------------------------- | --------------------------- | ---- |
| Партія регіонів             | 11                          | 78,6 |
| Самовисування               | 2                           | 14,3 |
| Комуністична партія України | 1                           | 7,1  |

#### За округами
| № округу                    | Прізвище, ім'я, по батькові     | Дата визнання обраним | Освіта             | Партійна приналежність            | Відомості про обраного депутата          |
| --------------------------- | ------------------------------- | --------------------- | ------------------ | --------------------------------- | ---------------------------------------- |
| Комуністична партія України |                                 |                       |                    |                                   |                                          |
| 13                          | Барбунов Олександр Іванович     | 04.11.2010            | середня спеціальна | член Комуністичної партії України | Бандурська залізниця, машиніст котельної |
| Партія регіонів             |                                 |                       |                    |                                   |                                          |
| 1                           | Комраденко Сергій Станіславович | 04.11.2010            | середня спеціальна | член Партії регіонів              | приватний підприємець                    |
| 2                           | Павлова Тамара Іванівна         | 04.11.2010            | середня спеціальна | член Партії регіонів              | Софіївська сільська рада, секретар       |
| 3                           | Гринник Євген Федорович         | 04.11.2010            | середня спеціальна | член Партії регіонів              | одноосібник                              |
| 4                           | Максімова Світлана Миколаївна   | 04.11.2010            | вища               | член Партії регіонів              | Софіївська лікарня, головний лікар       |
| 5                           | Бабич Алла Борисівна            | 04.11.2010            | вища               | позапартійна                      | тимчасово не працює                      |
| 6                           | Шпілька Анжела Володимирівна    | 04.11.2010            | середня спеціальна | член Партії регіонів              | Софіївська сільська рада, оПП            |
| 7                           | Мудрий Володимир Вікторович     | 04.11.2010            | середня спеціальна | член Партії регіонів              | ФГ «Реенці», голова                      |
| 10                          | Косовський Віктор Володимирович | 04.11.2010            | середня            | член Партії регіонів              | тимчасово не працює                      |
| 11                          | Кондратюк Ганна Борисівна       | 04.11.2010            | середня спеціальна | член Партії регіонів              | тимчасово не працює                      |
| 12                          | Гончаренко Валентина Сафроновна | 04.11.2010            | середня            | член Партії регіонів              | пенсіонер                                |
| 14                          | Телятник Микола Володимирович   | 04.11.2010            | середня            | член Партії регіонів              | приватний підприємець                    |
| Самовисування               |                                 |                       |                    |                                   |                                          |
| 8                           | Жуков Олександр Юрійович        | 04.11.2010            | середня            | позапартійний                     | приватний підприємець                    |
| 9                           | Кудар Ірина Сергіївна           | 04.11.2010            | середня спеціальна | позапартійна                      | тимчасово не працює                      |